# Chicago Maroons

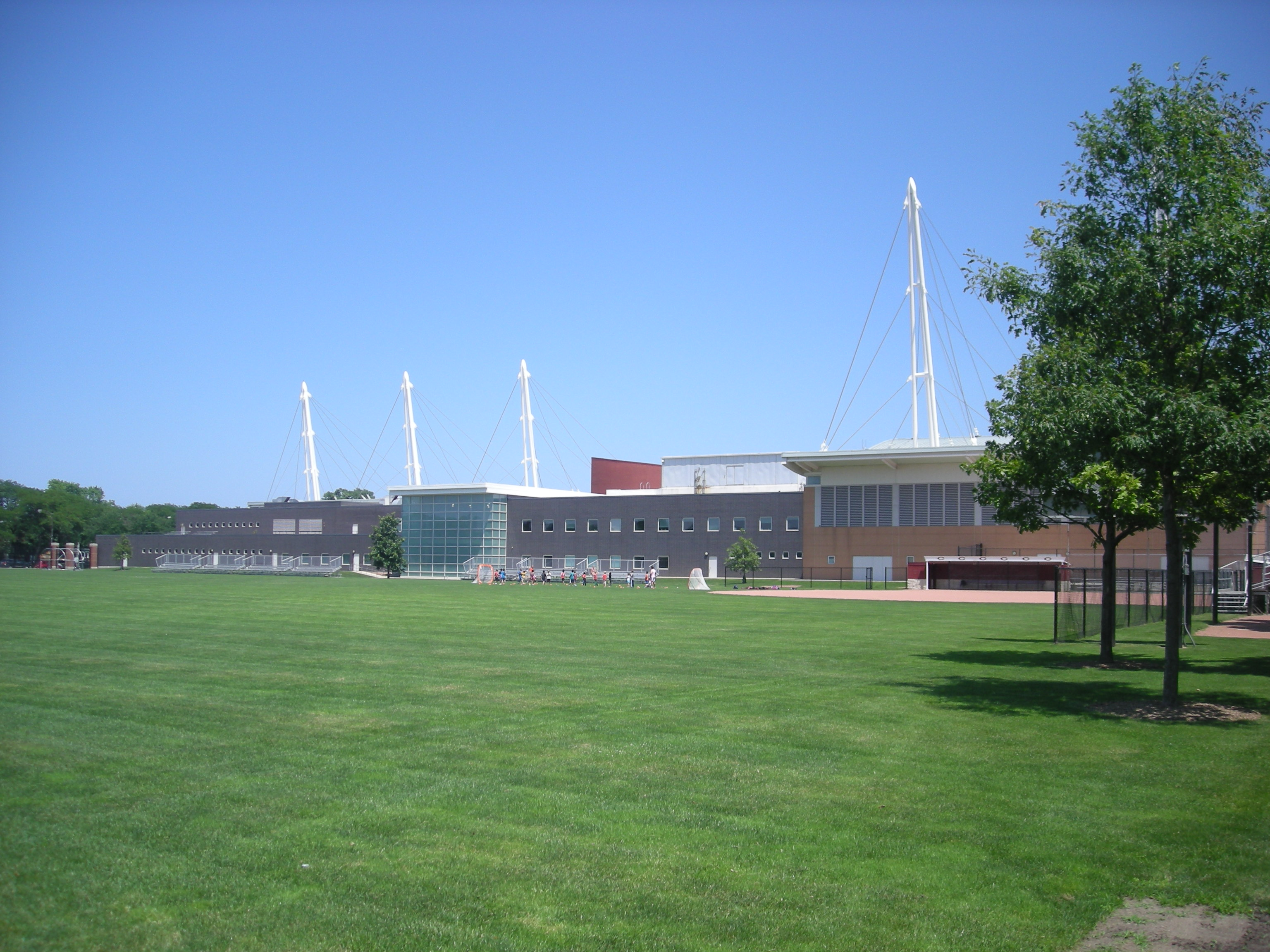
Gerald Ratner Athletics Center.

Chicago Maroons (español: Granates de Chicago) es el nombre de los equipos deportivos de la Universidad de Chicago en Chicago, Illinois. Los equipos de los Maroons compiten en la División III de la NCAA y son miembros de la University Athletic Association. 

## Equipos
| Masculino - Atletismo al aire libre - Atletismo cubierta - Baloncesto - Béisbol - Campo a través - Fútbol - Fútbol americano - Lucha - Natación - Tenis | Femenino - Atletismo al aire libre - Atletismo cubierta - Baloncesto - Campo a través - Fútbol - Lacrosse - Natación - Tenis - Sóftbol - Voleibol |

## Campeonatos nacionales
- Fútbol americano: 1905, 1913
- Gimnasia masculino: 1938 (título en equipo), 9 individuales
- Atletismo masculino al aire libre: 7 individuales

## Campeonatos de conferencia
- Big Ten Conference
  - Béisbol: 1896, 1897, 1898, 1899, 1913
  - Baloncesto masculino: 1907, 1908, 1909, 1910, 1920, 1924
  - Esgrima masculino: 1927-28, 1933-34, 1935-36, 1936-37, 1937-38, 1938-39, 1939-40, 1940-41
  - Fútbol americano: 1899, 1905, 1907, 1908, 1913, 1922, 1924
  - Golf masculino: 1922, 1924, 1926
  - Gimnasia masculino: 1909, 1914, 1917, 1920, 1921, 1922, 1924, 1926, 1927, 1928, 1930, 1931, 1932,1933, 1934
  - Natación masculino: 1916, 1919, 1921
  - Tenis masculino: 1910, 1913, 1914, 1915, 1916, 1918, 1920, 1921, 1922, 1923, 1924, 1929, 1930, 1931, 1933, 1934, 1935, 1937, 1938, 1939
  - Atletismo masculino (Indoor): 1911, 1915, 1917
  - Atletismo masculino (Outdoor): 1905, 1908, 1917
- University Athletic Association
  - Baloncesto masculino: 1997, 1998, 2000, 2001
  - Baloncesto femenino: 1989
  - Campo a través masculino: 2002, 2004
  - Campo a través femenino: 1993, 1994
  - Fútbol americano: 1998, 2000, 2005
  - Fútbol masculino: 2001
  - Fútbol femenino: 1994, 1996, 1999
  - Softbol: 1996
  - Atletismo masculino al aire libre: 2002
  - Lucha : 1989, 1990, 1992, 1995, 1997, 1998, 2001, 2002, 2003, 2004, 2005